# John Higgins
John Higgins (Wishaw, North Lanarkshire; 18 de mayo de 1975) es un jugador profesional de snooker escocés, ganador de treinta y tres títulos de ranking —entre ellos cuatro campeonatos del mundo—, la cual es la tercera mejor marca de la historia, solo superada por Ronnie O'Sullivan y Stephen Hendry.

## Trayectoria
John Higgins nació en Wishaw, Lanarkshire del Norte, Escocia. Como jugadores amateurs, Higgins y Mark Williams se enfrentaron en dos finales en 1991. En el World Junior Masters, Higgins ganó, mientras que Williams ganó el Campeonato Británico Junior.
Es conocido como "The Wizard of Wishaw" (el mago de Wishaw). Profesional desde 1992, ganó su primer torneo en 1994 al derrotar a Dave Harold por 9-6 en la final del Grand Prix. Ganar el British y el International Open en 1995 lo convirtieron en el primer adolescente en vencer en tres eventos de clasificación en una temporada (1994/95).
En la final del campeonato de Reino unido en 1996 se recobró de un 4-8 a favor de Stephen Hendry para ponerse 9-8 por encima, y perder finalmente por un ajustado 10-9.
En 1998 tuvo lugar el Campeonato del Mundo en el Teatro Crucible, Sheffield. John sabía que para ganarlo debía caer Stephen Hendry y así fue: Stephen perdió en primera ronda contra Jimmy White. Higgins batió a Jason Ferguson, Anthony Hamilton, John Parrott y Ronnie O'Sullivan, antes de superar al entonces campeón Ken Doherty por un 18-12 en la final. En ese campeonato consiguió un entonces récord de 14 centenas en un torneo. Después, en el Campeonato del Mundo de 2002, Stephen Hendry batió ese récord con 16 centenas.

### Después del primer título mundial
Durante la temporada 1998/99, Higgins ganó el Campeonato de Reino Unido, derrotando a Matthew Stevens por 10-6 y el Masters, batiendo a Ken Doherty por 10-8, convirtiéndose en el tercer jugador después de Steve Davis y Stephen Hendry en conseguir el Mundial, el Campeonato de Reino Unido y el Másters simultáneamente (Mark Williams más tarde se unió a este grupo de élite). Además, es uno de los únicos cinco jugadores que han conquistado tanto el Mundial y Campeonato de Reino Unido en el mismo año (1998). Los otros son: Steve Davis, Stephen Hendry, John Parrott y Ronnie O'Sullivan.
Higgins permaneció como número 1 del mundo durante dos años, cuando Mark Williams le sustituyó en la parte superior de la clasificación al final de la temporada 1999/2000. Higgins y Williams se encontraron en la final del Grand Prix de 1999 donde Higgins remontó un 2-6 en contra para ganar por un ajustado 9-8. En el Campeonato del Mundo en el año 2000, fue derrotado en la final por un 15-17 tras haber tenido una ventaja de 14-10 en el último período. Ganó la final del Campeonato de Reino Unido de 2000 por 10-4, también ante Ken Doherty, obteniendo su segundo título en este torneo. A pesar de ello, al final de la temporada 2000/01 vio como Williams le arrebataba la primera posición en el ranking mundial de snooker.
Al comienzo de la temporada 2001/02, Higgins se convirtió en el primer jugador en ganar los tres primeros torneos de la temporada: la Copa de Campeones, el Master de Escocia (ambos eventos por invitación), y el Abierto Británico. Llegó a la final del Campeonato del Mundo de nuevo en 2001, pero perdió 14-18 con Ronnie O'Sullivan. Higgins, a continuación, sufrió una sequía de tres años sin un título importante hasta su cuarto triunfo del Abierto Británico en 2004. Este lapso coincidió con su primera paternidad en 2001.
En la final del Grand Prix de 2005, Higgins venció a Ronnie O'Sullivan por 9-2. En su transcurso, se convirtió en el primer jugador en firmar cuatro centenas consecutivas en un torneo de clasificación, con entradas de 103, 104, 138 y 128 en los frames del 7 a 10. Higgins anotó 494 puntos sin que su contrario lograra ni uno solo, logrando un récord (posteriormente Ding Junhui lograría 495 puntos sin respuesta contra Stephen Hendry en la Premier League Snooker 2007). Higgins y O'Sullivan también se encontraron en las finales del Masters de 2005 y 2006. Higgins fue batido 3–10 in 2005. En 2006, perdió los primeros tres juegos, pero en los cinco siguientes se puso en cabeza tras la primera sesión. O'Sullivan niveló la contienda por la tarde, 9-9, y el partido se resolvió en un último y decisivo juego. Con una entrada de 60, O'Sullivan falló una bola roja, y Higgins limpió la mesa con una entrada de 64 para ganar 10–9 y lograr el título por segunda vez. Perder con Mark Selby en la primera ronda del Campeonato del Mundo no le impidió volver a una posición en el ranking entre los cuatro primeros al final de la temporada.

### En los últimos años
En el Campeonato del Mundo de 2007, Higgins batió a Holt, Fergal O'Brien, Ronnie O'Sullivan, y Stephen Maguire en ruta hacia un nuevo Campeonato Mundial. Su entrada de 122 en el juego 29 de su semifinal contra Maguire, inició su recuperación cuando perdía por 10-14, encarando la última sesión con un tanteo de 17-15 a su favor, y anotando la centena número 1000 conseguida en el Teatro Crucible desde que el Campeonato del Mundo se disputara por primera vez en 1977 en ese escenario. Higgins derrotó a Mark Selby por 18-13 proclamándose campeón mundial por segunda vez y recuperando el número uno del mundo. Había llegado a tener una ventaja de 12-4 durante la noche, pero Selby remontó y la redujo a 14-13 en el segundo día. Higgins firmó cuatro juegos consecutivos cerrando la final con un definitivo 18-13, a las 12,54 de la madrugada, la hora más avanzada en acabar una final (marca superada luego por Neil Robertson y Graeme Dott en 2010), nueve años después de su primer título -el mayor tiempo transcurrido entre dos títulos desde Alex Higgins (1972-1982)-, y registrando la final más larga en el Crucible.
Como campeón del mundo, solo llegó a los cuartos de final de los abiertos de Gales y de China respectivamente. También promovió activamente la Serie Mundial de Snooker, una gira tratando de llevar el snooker a los mercados de Extremo Oriente, fuera del circuito tradicional de Reino Unido. Él mismo ganó el evento inaugural en San Helier, Jersey, en junio de 2008, superando a Mark Selby por 6-3 en la final. 
También creó un sindicato de nuevos jugadores con su mánager Pat Mooney, llamado Asociación de Jugadores de Snooker. Ganó el Gran Prix por cuarta vez en 2008, superando a Ryan Day por 9-7 en la final de Glasgow, obteniendo el primer triunfo en un torneo de clasificación en su propia casa.
En el Campeonato del Mundo, venció a Michael Holt por 10-5 en primera ronda. Su segunda vuelta y los partidos de cuartos de final contra Jamie Cope y Mark Selby se jugaron a 25 juegos, teniendo Higgins la necesidad de superar un tanteo de 10-12 a favor de Cope y otro de 11-12 a favor de Selby para ganar los dos partidos por 13-12. Después de establecer una ventaja de 13-3 sobre Mark Allen en la semifinal, este joven jugador de Irlanda del Norte realizó un valiente esfuerzo para remontar, pero John ganó finalmente el partido por 17-13. En la cuarta aparición en una final del Mundial de su carrera, se enfrentó a Shaun Murphy. La primera sesión terminó en empate a 4-4, pero Higgins ganó el segundo período de sesiones por 7 frames a 1, quedando al final de la jornada 11-5. Finalmente, con 18-9 obtuvo una contundente victoria sobre Murphy, proclamándose de nuevo campeón del mundo.
En la temporada 2009/10, llegó a las semifinales del Masters de Shanghái y el Grand Prix, pero perdió por 1-6 contra Ronnie O'Sullivan y por 5-6 contra Neil Robertson, respectivamente. 
En el Campeonato de Reino Unido de 2009, alcanzó la final después de derrotar a Ricky Walden (9-7), Neil Robertson (9-8), Liang Wenbo (9-2) y Ronnie O'Sullivan (9-8). Sin embargo, perdió en la final 8-10 contra Ding Junhui. 
Perdió en la primera ronda del Masters contra Mark Allen (3-6). 
Llegó a la final del Abierto de Gales después de ganar a Michael Judge (5-2), Graeme Dott (5-1), Mark Selby (5-2) y Ronnie O'Sullivan (6-4), donde derrotó a Ali Carter por 9-4, obteniendo su título número 21. En los últimos dos eventos de clasificación de la temporada (Abierto de China y el Campeonato del Mundo), perdió en segunda ronda contra Mark Williams (2-5) y Steve Davis (13-11), respectivamente.

### Suspensión
En abril de 2010 Higgins y su mánager, Pat Mooney, un Mundial Profesional de Billar y Snooker Asociación (WPBSA) miembro de la junta, fueron filmados en una operación encubierta llevada a cabo por el periódico sensacionalista News of the World. El vídeo muestra a Higgins y Mooney debatir y ponerse de acuerdo para influir en los juegos de snooker a cambio de dinero.
La trampa, que fue planeada minuciosamente, se produjo en la mañana del 30 de abril en una habitación de hotel en Kiev en Ucrania, donde Higgins y su mánager había viajado para reunirse con los interesados en la organización de una serie de acontecimientos vinculados a la Serie Mundial de Snooker. Higgins había sufrido una sorpresiva derrota en la segunda ronda del Campeonato del Mundo de 2010 a principios de esa semana. Un periodista encubierto de News of the World se hizo pasar por un hombre de negocios. El periódico afirmó que habían discutido el "arreglo de partidos" en reuniones anteriores con Mooney, y que el periodista abordó el tema de la técnica necesaria para fingir una derrota, que Higgins y Mooney habían acordado su derrota en cuatro juegos de cuatro torneos independientes a cambio de un pago total de 300.000 euros. También que elegirían los torneos y los oponentes, y el modo de transferir el dinero a Higgins.
Tras la publicación de la historia el 2 de mayo, Barry Hearn, Presidente de la WPBSA anunció la suspensión inmediata de Higgins. Hearn prometió una investigación completa, afirmando que: -"Si se demuestra, los responsables serán tratados con mano dura. La gente tiene derecho a un deporte limpio, y el snooker debe serlo y parecerlo". Y agregó que -"Aunque no estamos seguros de que John Higgins sea culpable de nada, tiene la obligación de responder ante tales revelaciones". Mooney renunció a su cargo en la WPBSA. Higgins emitió una declaración el mismo día para negar que hubiera estado involucrado en el amaño de partidos, y dijo de la reunión: -"Yo no sabía si se trataba de la mafia rusa o con quien estábamos tratando. En ese momento sentí que el mejor curso de acción era únicamente jugar con estos chicos y salir de Rusia". Mooney también dijo que: -"Llegamos a temer realmente por nuestra seguridad".
Desde la primera historia publicada por el News of the World el 2 de mayo de 2010, ha habido serias dudas sobre la veracidad y el contexto de las denuncias del periódico.
Higgins fue absuelto de amañar partidos el 8 de septiembre de 2010 por un tribunal. Sin embargo, fue declarado culpable de llevar el descrédito al snooker por no denunciar la entrevista que publicó News of the World. Como resultado de ello, fue suspendido durante seis meses, de los cuales ya había cumplido cuatro, ya que se aplicó con efecto retroactivo al momento en que fue suspendido por vez primera. Esto hizo que Higgins quedara libre de volver a jugar el 2 de noviembre de 2010. También fue multado con 75.000 libras.

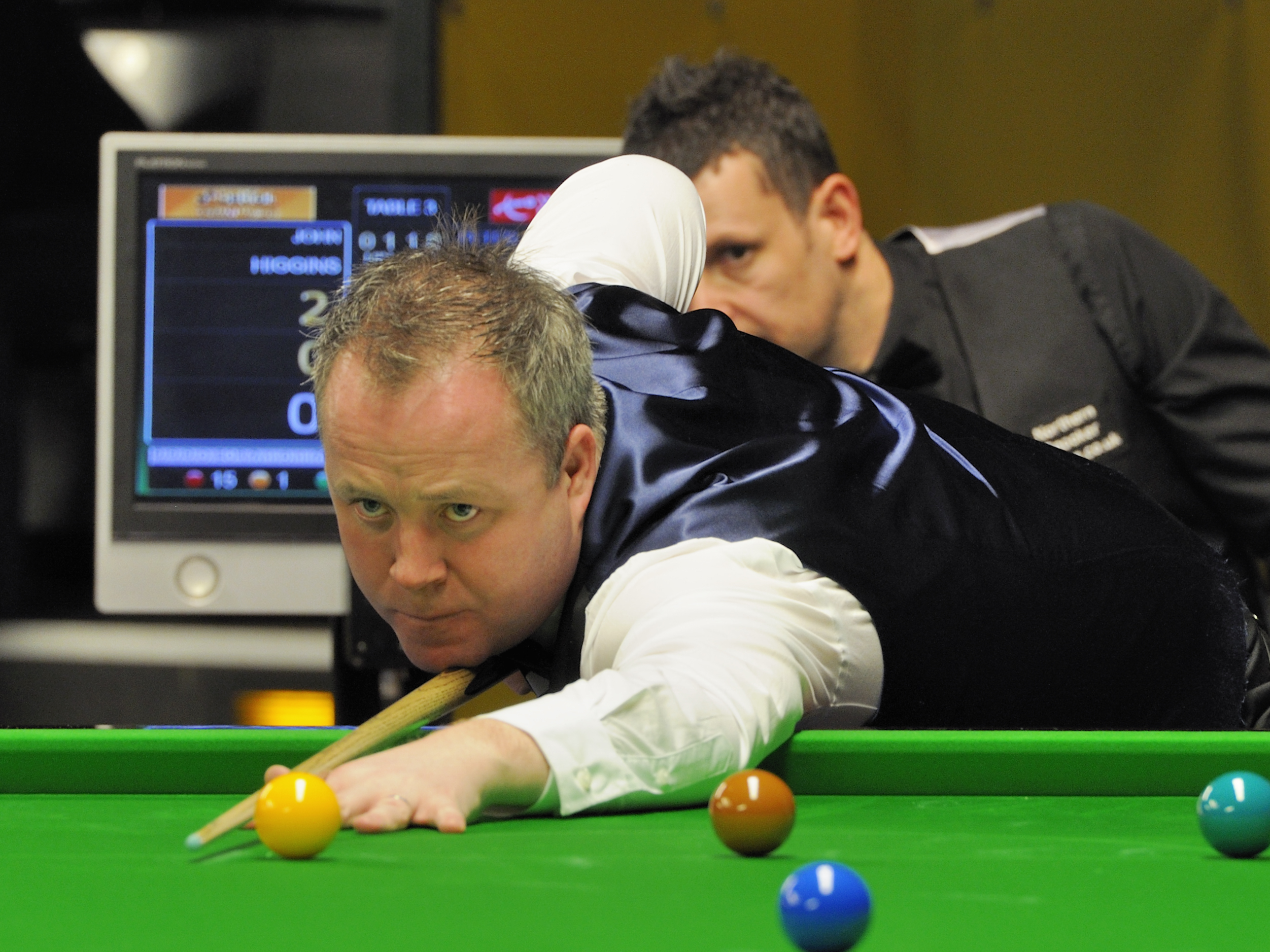
John Higgins (2013).

### Situación
Ha ganado 30 títulos de ranking hasta el momento en su carrera y ha logrado más de 400 centenas hasta la fecha, entre ellas cinco máximos de 147, dos de los cuales llegaron en partidos sucesivos: la final de la Copa LG 2003, y la primera ronda del siguiente torneo, el Abierto Británico.
Al ganar el Campeonato Mundial 2009, Higgins se convirtió en el noveno jugador de levantar el trofeo de más de tres veces, después de Joe Davis, Fred Davis, John Pulman, John Spencer, Ray Reardon, Steve Davis, Stephen Hendry y Ronnie O'Sullivan. También se unió a Steve Davis, Hendry y O'Sullivan como los únicos jugadores que han ganado tres o más títulos en el Teatro Crucible. Este éxito lo elevó a la cuarta posición al final de las clasificaciones de la temporada. Al obtener el galardón dos semanas antes de su cumpleaños número 34, Higgins también se convirtió en el jugador más viejo en ganar el título desde que Dennis Taylor lograra la victoria en la final del Campeonato del Mundo en 1985 ante Steve Davis, a la edad de 36 años.
En el Campeonato del Mundo de 2011, Higgins venció a Stephen Lee por 10–5 en la primera ronda, a Rory McLeod por 13–7 en la segunda y a Ronnie O'Sullivan por 13–10 en los cuartos de final. Durante su triunfo por 17–14 sobre Mark Williams en las semifinales, John fue increpado por un miembro del público que le gritó: -"¿Qué tal te ha sentado lo de los 300.000, John...? ¡Eres una desgracia para el Snooker!" 
Higgins acababa de vencer a Judd Trump en una apasionante final cuando Steve Davis hizo el siguiente comentario: -"Creo que John Higgins es el mejor jugador de Snooker que he visto en mi vida". 
A pesar de la victoria, Johnny perdió su ranking como n.º 1 del mundo a favor de Mark Williams.
Haber obtenido por cuarta vez un título de campeón del mundo lo sitúa directamente en el Olimpo de los jugadores de Snooker de todos los tiempos.

### Vida personal
Higgins se casó con Denise en el año 2000 y tienen tres hijos: dos niños, Pierce y Oliver, y una niña, Claudia. Tanto Denise como su familia le apoyan incondicionalmente en los eventos importantes, acudiendo a los mismos. Es hincha del Celtic de Glasgow FC y con frecuencia asiste a los partidos del equipo. Le gusta jugar al póquer.
Tuvo que ser acompañado al salir de un avión, borracho, tras perder la Copa de Malta contra Ken Doherty en 2006, pero dejó de beber durante la preparación para el Campeonato del Mundo de 2007, que ganó.
Fue nombrado miembro de la Más Excelsa Orden del Imperio Británico (MBE) en el New Year Honours de 2008.
En enero de 2010 apareció en el famoso concurso de la BBC, Mastermind, respondiendo a preguntas sobre la serie "Dallas".
En febrero de 2010, John y su esposa Denise aparecieron en el concurso "Sr. y Sra." de la ITV, alcanzando la final después de contestar correctamente todas las preguntas, 9 de 9, y ganar 30.000 libras. Las donaron a The Dalziel Centre, un hospital de día para pacientes de cáncer del que Higgins se convirtió en colaborador tras cuidar a su padre, enfermo terminal, hasta la muerte de este en 2011 durante el transcurso del German Masters, del que se retiró.

## Rendimiento y cuadro de clasificaciones
| Torneo                     | 1992/ 1993 | 1993/ 1994 | 1994/ 1995 | 1995/ 1996 | 1996/ 1997 | 1997/ 1998 | 1998/ 1999 | 1999/ 2000 | 2000/ 2001 | 2001/ 2002 | 2002/ 2003 | 2003/ 2004 | 2004/ 2005 | 2005/ 2006 | 2006/ 2007 | 2007/ 2008 | 2008/ 2009 | 2009/ 2010 | 2010/ 2011 | 2011/ 2012 | Partidos totales Ganados/perdidos |
| -------------------------- | ---------- | ---------- | ---------- | ---------- | ---------- | ---------- | ---------- | ---------- | ---------- | ---------- | ---------- | ---------- | ---------- | ---------- | ---------- | ---------- | ---------- | ---------- | ---------- | ---------- | --------------------------------- |
| Ranking                    | UR         | 122        | 51         | 11         | 2          | 2          | 1          | 1          | 2          | 3          | 4          | 4          | 5          | 6          | 4          | 1          | 5          | 4          | 1          | 2          |                                   |
| Campeonato del Reino Unido | QR         | QR         | QR         | SF         | F          | 1R         | G          | SF         | G          | CF         | CF         | 2R         | 2R         | 3R         | SF         | 1R         | CF         | F          | G          | 2R         | 3 / 17                            |
| Masters                    | QR         | QR         | F          | 1R         | 1R         | 1R         | G          | 1R         | 1R         | 1R         | CF         | SF         | F          | G          | 1R         | 1R         | SF         | 1R         | 1R         | SF         | 2 / 18                            |
| Campeonato Mundial         | QR         | QR         | 1R         | CF         | CF         | G          | SF         | SF         | F          | CF         | CF         | 2R         | 2R         | 1R         | G          | 2R         | G          | 2R         | G          | 2R         | 4 / 18                            |

| Símbolos del cuadro de clasificación | Símbolos del cuadro de clasificación | Símbolos del cuadro de clasificación | Símbolos del cuadro de clasificación |
| ------------------------------------ | ------------------------------------ | ------------------------------------ | ------------------------------------ |
| G                                    | Ganador                              | F                                    | Finalista                            |
| SF                                   | Semifinalista                        | CF                                   | No pasó de cuartos de final          |
| #R                                   | Perdió en primeras rondas            | QR                                   | Perdió en rondas de clasificación    |
| A                                    | No participó en el torneo            |                                      |                                      |

1. ↑  Los nuevos jugadores en el Tour Principal no tienen ranking.

## Su carrera: Finales y clasificaciones
| Temporada | Ranking |
| --------- | ------- |
| 1993/94   | 122     |
| 1994/95   | 51      |
| 1995/96   | 11      |
| 1996/97   | 2       |
| 1997/98   | 2       |
| 1998/99   | 1       |
| 1999/00   | 1       |
| 2000/01   | 2       |
| 2001/02   | 3       |
| 2002/03   | 4       |
| 2003/04   | 4       |
| 2004/05   | 5       |
| 2005/06   | 6       |
| 2006/07   | 4       |
| 2007/08   | 1       |
| 2008/09   | 5       |
| 2009/10   | 4       |
| 2010/11   | 1       |
| 2011/12   | 2       |
| 2012/13   | 5       |
| 2013/14   | 11      |
| 2014/15   | 11      |
| 2015/16   | 13      |
| 2016/17   | 6       |
| 2017/18   | 2       |
| 2018/19   | 4       |
| 2019/20   | 5       |
| 2020/21   | 7       |
| 2021/22   | 7       |
| 2022/23   | 5       |
| 2023/24   | 9       |
| 2024/25   | 16      |

### Finales de torneos de ranking: 58 (33 títulos, 25 subcampeonatos)
| Leyenda                         |
| Campeonato del mundo (4–4)      |
| Campeonato de Reino Unido (3–2) |
| Otros (24–17)                   |

| Resultado | Núm. | Año  | Campeonato                        | Oponente en la final | Puntuación |
| Vencedor  | 1.   | 1994 | Grand Prix                        | Dave Harold          | 9–6        |
| Finalista | 1.   | 1995 | Welsh Open                        | Steve Davis          | 3–9        |
| Vencedor  | 2.   | 1995 | International Open                | Steve Davis          | 9–5        |
| Vencedor  | 3.   | 1995 | Abierto Británico (snooker)       | Ronnie O'Sullivan    | 9–6        |
| Finalista | 2.   | 1995 | Grand Prix                        | Stephen Hendry       | 5–9        |
| Vencedor  | 4.   | 1995 | German Open                       | Ken Doherty          | 9–3        |
| Vencedor  | 5.   | 1996 | International Open (2)            | Rod Lawler           | 9–3        |
| Finalista | 3.   | 1996 | Abierto Británico                 | Nigel Bond           | 8–9        |
| Finalista | 4.   | 1996 | Campeonato del Reino Unido        | Stephen Hendry       | 9–10       |
| Vencedor  | 6.   | 1997 | European Open                     | John Parrott         | 9–5        |
| Finalista | 5.   | 1997 | Grand Prix (2)                    | Dominic Dale         | 6–9        |
| Vencedor  | 7.   | 1997 | German Open (2)                   | John Parrott         | 9–4        |
| Finalista | 6.   | 1998 | Welsh Open (2)                    | Paul Hunter          | 5–9        |
| Finalista | 7.   | 1998 | Abierto de Escocia                | Ronnie O'Sullivan    | 5–9        |
| Vencedor  | 8.   | 1998 | Abierto Británico (2)             | Stephen Hendry       | 9–8        |
| Vencedor  | 9.   | 1998 | Campeonato Mundial de Snooker     | Ken Doherty          | 18–12      |
| Vencedor  | 10.  | 1998 | Campeonato del Reino Unido        | Matthew Stevens      | 10–6       |
| Vencedor  | 11.  | 1999 | Grand Prix (2)                    | Mark Williams        | 9–8        |
| Vencedor  | 12.  | 1999 | China International               | Billy Snaddon        | 9–3        |
| Vencedor  | 13.  | 2000 | Welsh Open                        | Stephen Lee          | 9–8        |
| Vencedor  | 14.  | 2000 | Campeonato del Reino Unido (2)    | Mark Williams        | 10–4       |
| Finalista | 8.   | 2001 | Campeonato Mundial de Snooker     | Ronnie O'Sullivan    | 14–18      |
| Vencedor  | 15.  | 2001 | Abierto Británico (3)             | Graeme Dott          | 9–6        |
| Finalista | 9.   | 2003 | Irish Masters                     | Ronnie O'Sullivan    | 9–10       |
| Finalista | 10.  | 2003 | LG Cup (3)                        | Mark Williams        | 5–9        |
| Vencedor  | 16.  | 2004 | Abierto Británico (4)             | Stephen Maguire      | 9–6        |
| Vencedor  | 17.  | 2005 | Grand Prix (3)                    | Ronnie O'Sullivan    | 9–2        |
| Finalista | 11.  | 2006 | Malta Cup (2)                     | Ken Doherty          | 8–9        |
| Finalista | 12.  | 2006 | China Open                        | Mark Williams        | 8–9        |
| Vencedor  | 18.  | 2007 | Campeonato Mundial de Snooker (2) | Mark Selby           | 18–13      |
| Vencedor  | 19.  | 2008 | Grand Prix (4)                    | Ryan Day             | 9–7        |
| Finalista | 13.  | 2009 | China Open (2)                    | Peter Ebdon          | 8–10       |
| Vencedor  | 20.  | 2009 | Campeonato Mundial de Snooker (3) | Shaun Murphy         | 18–9       |
| Finalista | 14.  | 2009 | Campeonato del Reino Unido (2)    | Ding Junhui          | 8–10       |
| Vencedor  | 21.  | 2010 | Welsh Open (2)                    | Ali Carter           | 9–4        |
| Vencedor  | 22.  | 2010 | Campeonato del Reino Unido (3)    | Mark Williams        | 10–9       |
| Vencedor  | 23.  | 2011 | Welsh Open (3)                    | Stephen Maguire      | 9–6        |
| Vencedor  | 24.  | 2011 | Campeonato Mundial de Snooker (4) | Judd Trump           | 18–15      |
| Vencedor  | 25.  | 2012 | Masters de Shanghái               | Judd Trump           | 10–9       |
| Finalista | 15.  | 2013 | Wuxi Classic                      | Neil Robertson       | 7–10       |
| Vencedor  | 26.  | 2015 | Welsh Open (4)                    | Ben Woollaston       | 9–3        |
| Vencedor  | 27.  | 2015 | Australian Goldfields Open        | Martin Gould         | 9–8        |
| Vencedor  | 28.  | 2015 | Campeonato Internacional          | David Gilbert        | 10–5       |
| Finalista | 16.  | 2016 | Abierto de Escocia (2)            | Marco Fu             | 4–9        |
| Finalista | 17.  | 2017 | Campeonato Mundial de Snooker (2) | Mark Selby           | 15–18      |
| Vencedor  | 29.  | 2017 | Indian Open                       | Anthony McGill       | 5–1        |
| Vencedor  | 30.  | 2018 | Welsh Open (5)                    | Barry Hawkins        | 9–7        |
| Finalista | 18.  | 2018 | Campeonato Mundial de Snooker (3) | Mark Williams        | 16–18      |
| Finalista | 19.  | 2018 | Campeonato de China               | Mark Selby           | 9–10       |
| Finalista | 20.  | 2019 | Campeonato Mundial de Snooker (4) | Judd Trump           | 9–18       |
| Vencedor  | 31.  | 2021 | Players Championship              | Ronnie O'Sullivan    | 10–3       |
| Finalista | 21.  | 2021 | Abierto de Irlanda del Norte      | Mark Allen           | 8–9        |
| Finalista | 22.  | 2021 | Abierto de Inglaterra             | Neil Robertson       | 8–9        |
| Finalista | 23.  | 2021 | Abierto de Escocia                | Luca Brecel          | 5–9        |
| Finalista | 24.  | 2022 | Tour Championship                 | Neil Robertson       | 9–10       |
| Finalista | 25.  | 2024 | British Open (2)                  | Mark Selby           | 5–10       |
| Vencedor  | 32.  | 2025 | World Open (5)                    | Joe O'Connor         | 10–6       |
| Vencedor  | 33.  | 2025 | Tour Championship                 | Mark Selby           | 10–8       |

### Torneos no de ranking (21)
- Masters – 1999, 2006
- Australian Open – 1994
- Charity Challenge – 1998, 1999
- Premier League Snooker – 1999
- Irish Masters – 2000, 2002
- Champions Cup – 2001
- Scottish Masters – 2001
- Euro-Asia Masters Challenge – 2007
- World Series of Snooker Jersey – 2008
- World Series of Snooker Moscow – 2008
- Hainan Classic – 2011
- Scottish Professional Championship – 2011
- Campeonato de China – 2016
- Torneo de campeones – 2016
- Championship League – 2017, 2018, 2022, 2023

### Torneos de ranking menor (3)
- Campeonato del Ruhr – 2010
- Kay Suzanne Memorial Cup – 2012
- Abierto de Bulgaria – 2013

### Torneos pro-am (1)
- Scottish Open Snooker Championship – 2008

### Torneos por equipo (3)
- Copa del Mundo (con el equipo de Escocia) – 1996, 2019
- Copa de Naciones (con el equipo de Escocia) – 2001

### Torneos amateur (1)
- Mita/Sky World Masters – Junior (Sub-16) – 1991